# 22 Bateria Motorowa Artylerii Przeciwlotniczej
Bateria Motorowa Artylerii Przeciwlotniczej typu A nr 22 – pododdział artylerii przeciwlotniczej Wojska Polskiego II RP.
Bateria nie występowała w organizacji pokojowej wojska. Została sformowana zgodnie z planem mobilizacyjnym „W”, w dniach 24–25 sierpnia 1939, w mobilizacji alarmowej, w grupie jednostek oznaczonych kolorem brązowym (podgrupa 2 - OPL). Jednostką mobilizującą był 11 Dywizjon Artylerii Przeciwlotniczej w Stężycy. Bateria była organiczną jednostką artylerii przeciwlotniczej 22 Dywizji Piechoty Górskiej. Pododdział był uzbrojony w cztery 40 mm armaty przeciwlotnicze wz. 1936.
Po zakończeniu mobilizacji bateria została skierowana do Sandomierza z zadaniem obrony przeciwlotniczej mostu na Wiśle. W kampanii wrześniowej bateria walczyła do 14 września 1939 w składzie Grupy „Sandomierz”. Zestrzeliła w sumie 26 samolotów niemieckich.

## Organizacja i obsada personalna baterii
- dowódca – por. rez. Janusz Makarczyk
- oficer zwiadowczy - ppor. Włodzimierz Lisowski († 18 IX 1939 r. Ulów)
- dowódca 1 plutonu - por. rez. Andrzej Czarnecki
  - zastępca dowódcy plutonu – kpr. pchor. rez. Janusz Ostrowski
- dowódca 2 plutonu – ppor. rez. Ryszard Wiktor Krzyżanowski
  - zastępca dowódcy plutonu – kpr. pchor. rez. Jerzy Wojciech Bieńkowski
- dowódca 3 plutonu – ppor. rez. Janusz Marian Gawęcki
  - zastępca dowódcy plutonu – kpr. pchor. rez. Stefan Ładoń
- dowódca 4 plutonu – ppor. rez. Marian Tadeusz Adam Eile
  - zastępca dowódcy plutonu – kpr. pchor. Jan Walocha
- szef baterii – ogn. Jan Sulej
- podoficer techniczny baterii – plut. Henryk Lipiak